# Стратіс Мірівіліс
Страті́с Міріві́ліс (грец. Στρατής Μυριβήλης), справжнє ім'я Євстратій Стаматопулос (грец. Ευστράτιος Σταματόπουλος, * 30 червня 1892, Скамія, Лесбос — † 19 липня 1969, Афіни) — грецький письменник, завдяки якому зародилась як жанр антивоєнна проза у новогрецькій літературі.

## Біографія
Народився в невеликому містечку Скамія на острові Лесбос, де і закінчив гімназію. Вступив до Афінського університету, вивчав філологію та право. 1912 року із початком Першої Балканської війни добровольцем пішов на фронт. Жорстокість війни, що настільки вразила юнака, назавжди залишить слід у творчості поета.
Стратіс Мірівіліс першим у грецькій літературі вводить у свої твори елементи автобіографії та публіцистики. Вважається майстром антивоєнного трилеру. Також був літературним критиком.

## Основні твори
- «Червоні історії» (1914)
- «Життя в могилі» (1924)

Українське видання «Життя в могилі»

- «Вчителька з золотими очима» (1933)
- «Зелена книга» та «Блакитна книга» (1939)
- новела «Васіліс Арванітіс» (1943)
- «Пресвята Горгона»(1949), оповідання.[1]

## Видання творів С. Мірівіліса українською мовою
- Життя в могилі: Роман /Перекл. з новогр. Олександр Пономарів; Передм. А. Білецького; Іл. худ. В. А. Радько. Київ, видавництво художньої літератури «Дніпро», 1991 р. (Серія «Зарубіжна проза ХХ століття»)